# 成城憲章
成城憲章（せいじょうけんしょう）とは、東京都世田谷区西部の成城、および砧の一部における紳士協定のことである。

## 概要
成城は1925年に北多摩郡砧村大字喜多見に成城学園が移転し学園都市になり、小田急小田原線成城学園前駅の設置によって開発が進められた。国分寺崖線が位置する自然が豊かな高級住宅街として知られている成城では、住民が道を碁盤の目状に整備したり、塀ではなく生け垣を推奨するなど景観を守る努力をしてきた。
緑の保全と景観の維持を目的として2002年には、成城自治会が中心となり住民が遵守すべき規範として成城憲章を制定した。世田谷区街づくり条例第44条に基づいて区民街づくり協定を結んでおり、成城全域が協定の対象となっている。落ち葉清掃など緑地の管理を住民自らが行っていたが、高齢化が進んだ近年ではボランティアを募り、憲章を基にした街づくりが行われている。

## 憲章の内容
- 成城での建築や開発に伴って遵守すべき事項
- 低層住宅地の保全
- 敷地の細分化の制限
- 生け垣や樹木などの敷地内の緑の保全
- 建築物の隣地境界線からの後退
- 周辺環境に影響の大きい集合住宅の制限
- 大規模開発と街並みとの調和
- 街並み景観や美観への配慮
- 国分寺崖線地域での地下室利用の制限と水源への配慮
- 駐車場の周辺整備への配慮 [3]